# Khāk Beh Tīyeh
Khāk Beh Tīyeh (persiska: خاكبِتيِّه, خاك بِتيِه, خاك پِتيِه, Khākbetīyeh, خاك به تیه) är en ort i Iran.   Den ligger i provinsen Lorestan, i den centrala delen av landet, 300 km sydväst om huvudstaden Teheran. Khāk Beh Tīyeh ligger 2 025 meter över havet och antalet invånare är 512.
Terrängen runt Khāk Beh Tīyeh är huvudsakligen kuperad. Khāk Beh Tīyeh ligger nere i en dal.Runt Khāk Beh Tīyeh är det glesbefolkat, med 14 invånare per kvadratkilometer. Närmaste större samhälle är Kān Sorkh, 18,6 km nordväst om Khāk Beh Tīyeh. Trakten runt Khāk Beh Tīyeh består i huvudsak av gräsmarker.